# Acroclisella clypeata
Acroclisella clypeata är en stekelart som beskrevs av Girault 1926. Acroclisella clypeata ingår i släktet Acroclisella och familjen puppglanssteklar. Inga underarter finns listade i Catalogue of Life.